# Tuxekan Passage

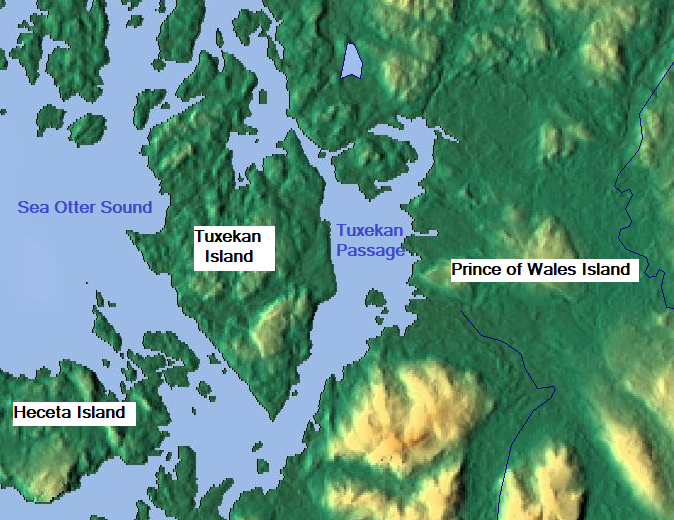
Het kanaal op een kaart

De Tuxekan Passage is een natuurlijk kanaal in de Alexanderarchipel in de Alaska Panhandle in het zuidoosten van Alaska in de Verenigde Staten.

## Geografie
Het kanaal is ongeveer 14 kilometer lang en is gemiddeld anderhalve kilometer breed. Het scheidt het Tuxekan Island in het westen van het Prins van Waleseiland in het oosten. In het noorden komt het kanaal uit op de El Capitan Passage, in het zuiden op de Karheen Passage.
Het waterlichaam ligt in de mariene ecoregio Noord-Amerikaans Pacifisch Fjordland.

## Geschiedenis
Het kanaal werd in 1904 Tuxekan genoemd door E.F. Dickins, een medewerker van de United States National Geodetic Survey, vernoemd naar een indiaans dorp gelegen aan de rand van de zeepassage.